# Qishou
Qishou è un mammaliaforme estinto, appartenente agli euaramiidi. Visse nel Giurassico superiore (Oxfordiano, circa 160 milioni di anni fa) e i suoi resti fossili sono stati ritrovati in Cina.

## Descrizione
Questo animale doveva assomigliare vagamente a uno scoiattolo, anche se non era nemmeno un vero e proprio mammifero; possedeva una coda allungata e probabilmente prensile, zampe snelle in grado di afferrare e una struttura corporea gracile. Qishou era affine a un altro euaramiiide del Giurassico superiore cinese, Shenshou. Come quest'ultimo, possedeva denti premolari e molari di piccole dimensioni e un pattern di occlusione dentale simile a quello osservabile nei multitubercolati. Differiva da Shenshou nel possedere incisivi superiori a tre cuspidi, molari con molte più cuspidi e la cuspide a1 dei molari inferiori era allineata con la cuspide della fila-b. Qishou era inoltre caratterizzato da un ultimo premolare con una cuspide labiale extra (nota come AA1). La mandibola di Qishou era inoltre priva di foro postdentale; ciò indicherebbe la presenza di un ectotimpanico privo di ramo anteriore.

## Classificazione
Qishou è un membro degli euaramiidi (Euharamiyida), un gruppo di mammaliaformi tipici del Triassico e del Giurassico, dalle caratteristiche simili a quelle dei veri mammiferi a causa di fenomeni di convergenza evolutiva. In particolare, Qishou è considerato un euaramiide appartenente alla famiglia Shenshouidae, comprendente anche l'eponimo Shenshou. Questi animali sembrerebbero essere più derivati rispetto agli aramiidi triassici come Haramiyavia per alcune caratteristiche, tra le quali un numero minore di denti con strutture più complesse; tuttavia, tra gli euaramiidi del Giurassico, Shenshou e Qishou sembrerebbero essere relativamente basali, a causa del pattern di occlusione dei secondi molari simile a quello dei multitubercolati e le morfologie dentarie meno specializzate.
La specie tipo è Qishou jizantang, proveniente da terreni della formazione Tiaojishan in Cina; un'altra specie non ancora descritta ufficialmente è nota per uno scheletro scoperto tempo prima, proveniente dalla stessa formazione.